# Sealandi labdarúgó-válogatott
A Sealandi labdarúgó-válogatott Sealand nemzeti csapata, amelyet a Sealandi labdarúgó-szövetség (angolul: Sealand Football Association) irányít. Nem tartozik sem a Nemzetközi Labdarúgó-szövetség, sem az Európai Labdarúgó-szövetség tagjai közé.

## Nemzetközi mérkőzések listája
| Dátum               | Helyszín   |         | Ellenfél        | Eredmény |            |
| ------------------- | ---------- | ------- | --------------- | -------- | ---------- |
| 2014. augusztus 9.  | Svájc      | Sealand | Raetia          | 6 - 1    | Barátságos |
| 2014. május 17.     | Anglia     | Sealand | Szomáliföld     | 2 - 2    | Barátságos |
| 2014. május 5.      | Anglia     | Sealand | Chagos-szigetek | 1 - 1    | Barátságos |
| 2014. február 23.   | Anglia     | Sealand | Chagos-szigetek | 4 - 2    | Barátságos |
| 2013. július 7.     | Man-sziget | Sealand | Alderney        | 2 - 1    | Barátságos |
| 2013. július 5.     | Man-sziget | Sealand | Okszitánia      | 0 - 8    | Barátságos |
| 2013. július 4.     | Man-sziget | Sealand | Tamil Ílam      | 3 - 5    | Barátságos |
| 2013. március 8.    | Anglia     | Sealand | Alderney        | 2 - 1    | Barátságos |
| 2012. augusztus 25. | Alderney   | Sealand | Alderney        | 1 - 1    | Barátságos |
| 2012. május 5.      | Anglia     | Sealand | Chagos-szigetek | 1 - 3    | Barátságos |
| 2004. május 15.     | Åland      | Sealand | Åland           | 2 - 2    | Barátságos |

## A válogatott szövetségi kapitányai
| # | Időszak   | Nemzetiség | Név             |
| - | --------- | ---------- | --------------- |
| 1 | 2003–2006 | Dánia      | Christian Olsen |
| 2 | 2009–2013 | Skócia     | Neil Forsyth    |
| 3 | 2013      | Anglia     | Julian Dicks    |
| 4 | 2013-     | Sealand    | Ed Stubbs       |